# Henri II de Nassau (mort en 1343)
Henri II de Nassau (en allemand Heinrich II von Nassau), né en 1265 et mort en 1343. Il fut comte de Nassau-Siegen, comte de Nassau-Ginsberg, de 1303 à 1343, comte de Nassau-Dillenbourg, comte de Nassau-Belstein de 1328 à 1343.

## Famille
Fils d'Othon Ier de Nassau et de Agnès von Leiningen.
En 1302, il épousa Adélaïde von Sponheim-Heinsberg (†1351).
Cinq enfants sont nés de cette union :
- Othon II de Nassau, comte de Nassau-Siegen, comte de Nassau-Ginsberg, comte de Nassau-Dillenbourg ;
- Henri Ier de Nassau-Beilstein (†1380), il fut le fondateur de la lignée de Nassau-Beilstein éteinte en 1561 (troisième branche) ;
- Agnès de Nassau (†1318), épouse en 1314 Gerlach II von Isenburg-Limburg (†1355) ;
- Catherine de Nassau (†1334), abbesse d'Altenberg ;
- Gertrude de Nassau, abbesse d'Altenberg de 1329 à 1353.

Henri II de Nassau appartint à la seconde branche de la Maison de Nassau, elle-même issue de la première branche, cette seconde branche appartient à la lignée Ottonienne.
Henri II de Nassau est l'ancêtre de la reine Béatrix des Pays-Bas.